# Gia công cơ khí

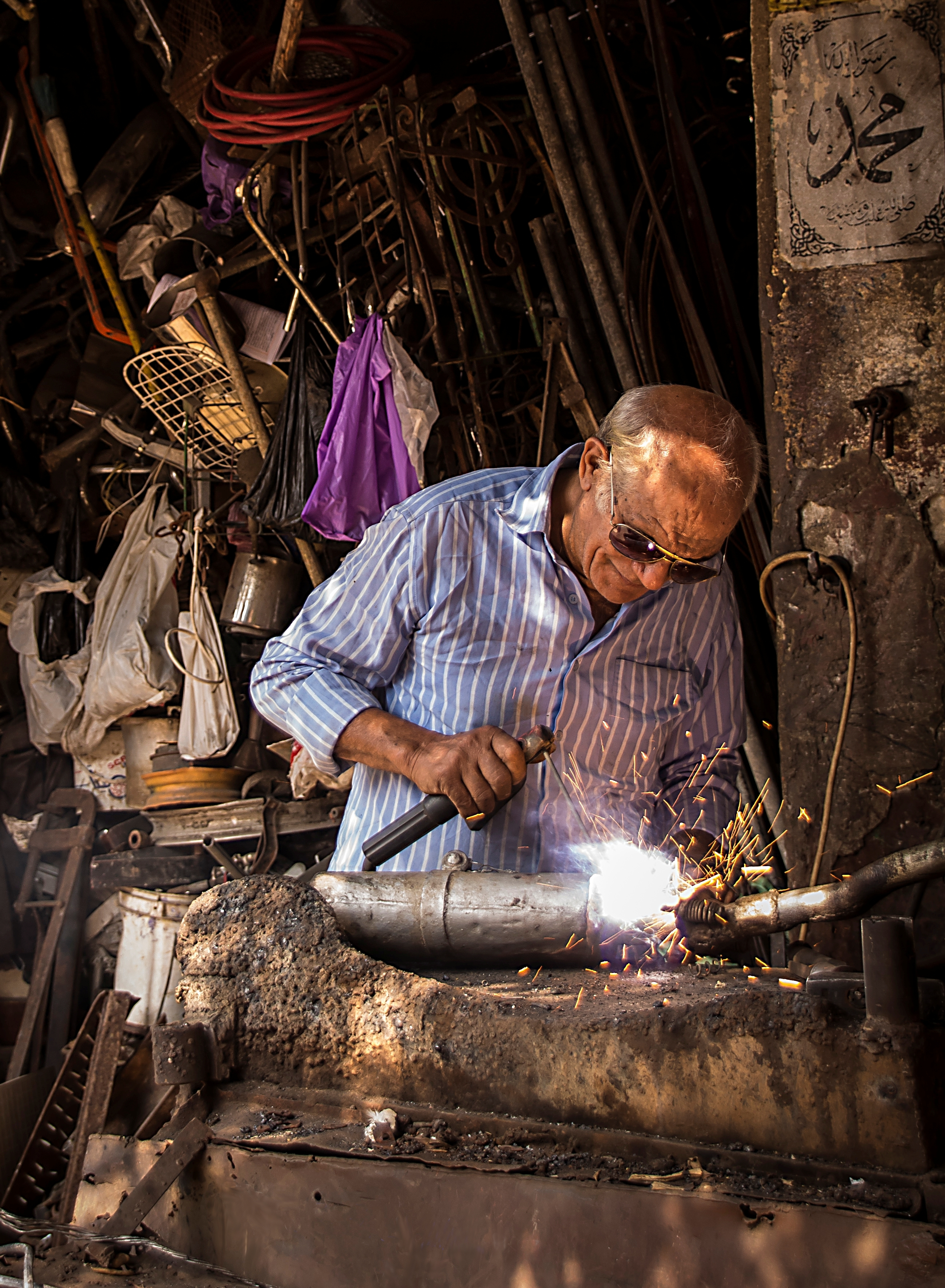
Một người thợ đang gia công cơ khí

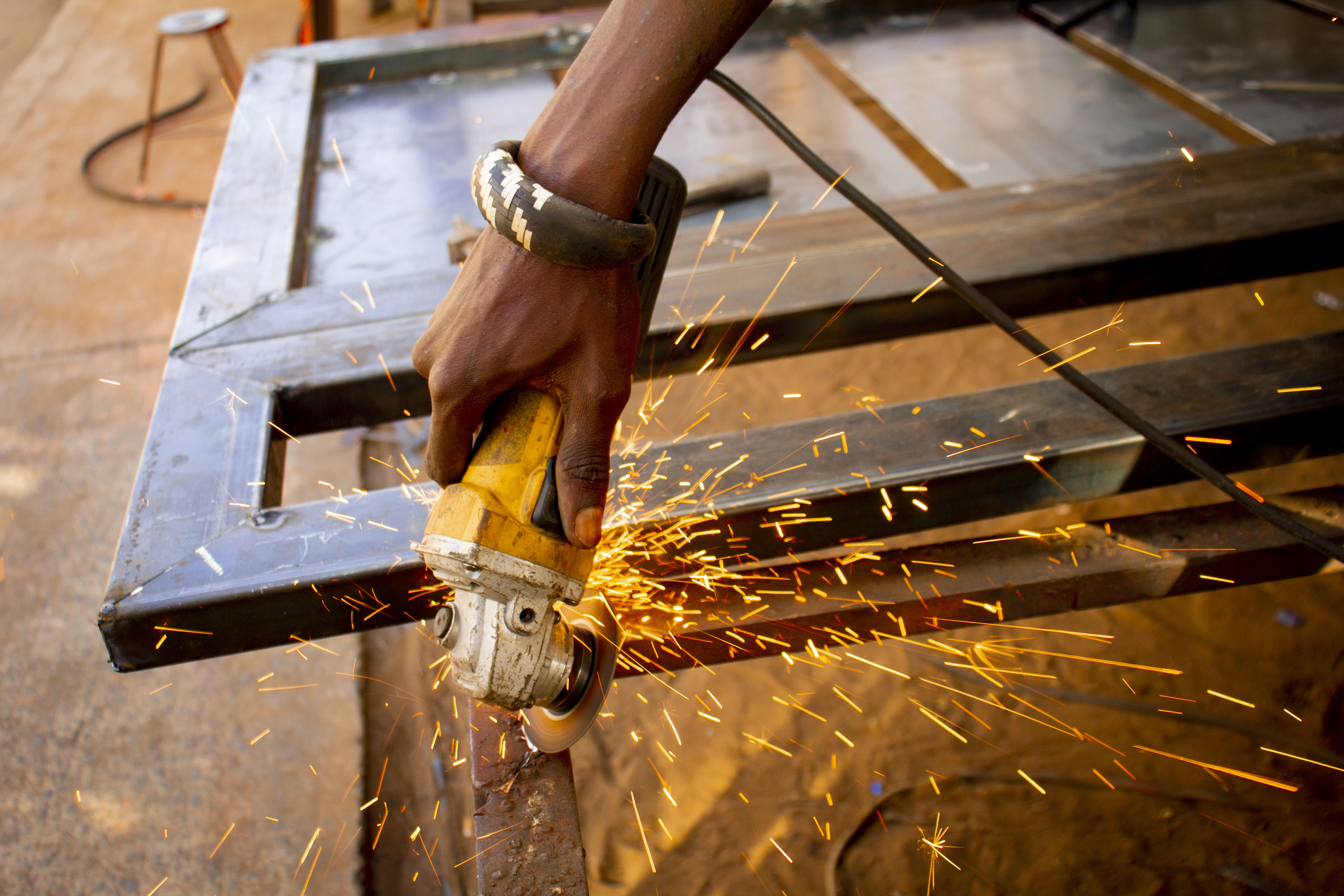
Cắt kim loại bằng máy cưa

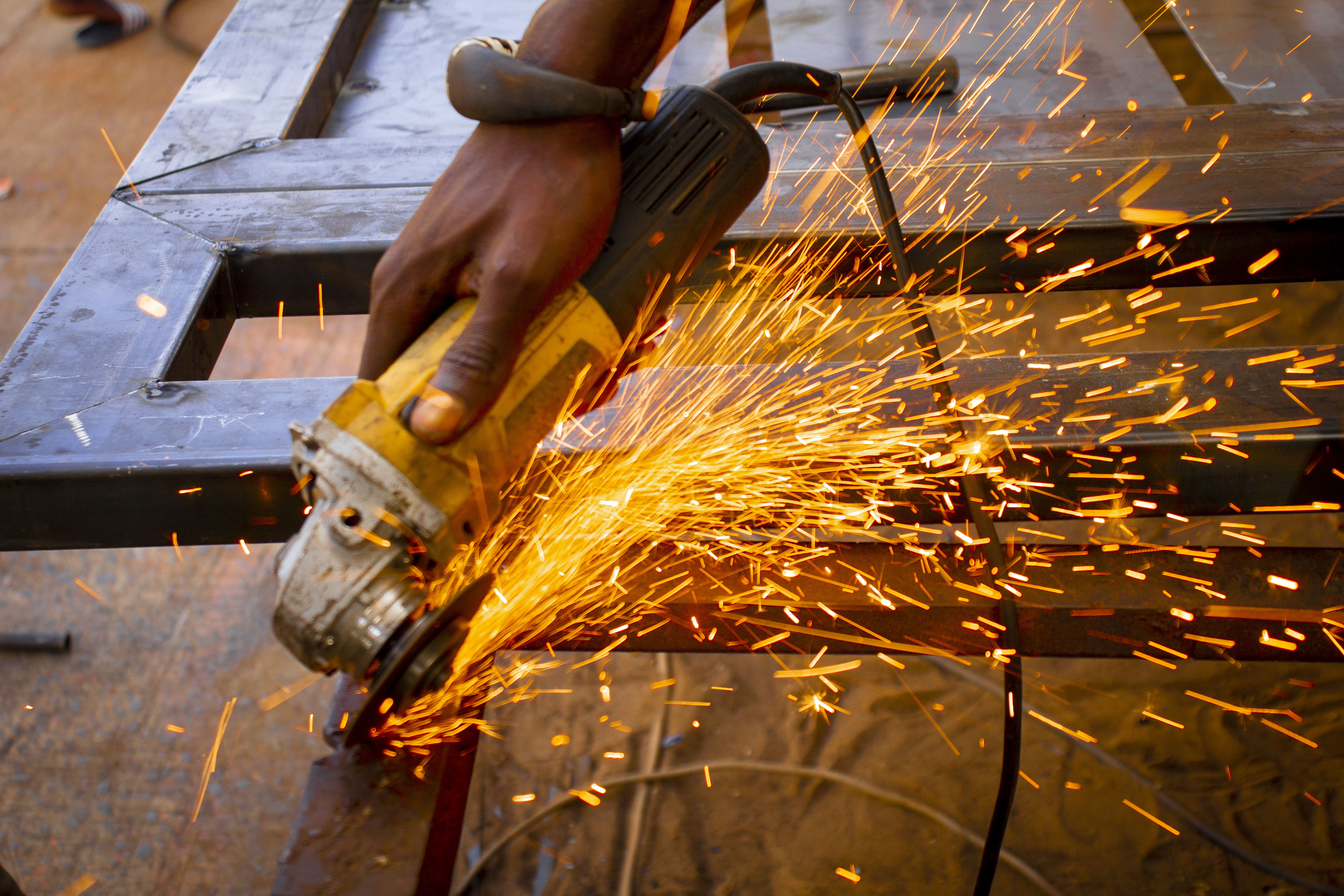
Cắt kim loại bằng máy cưa thủ công

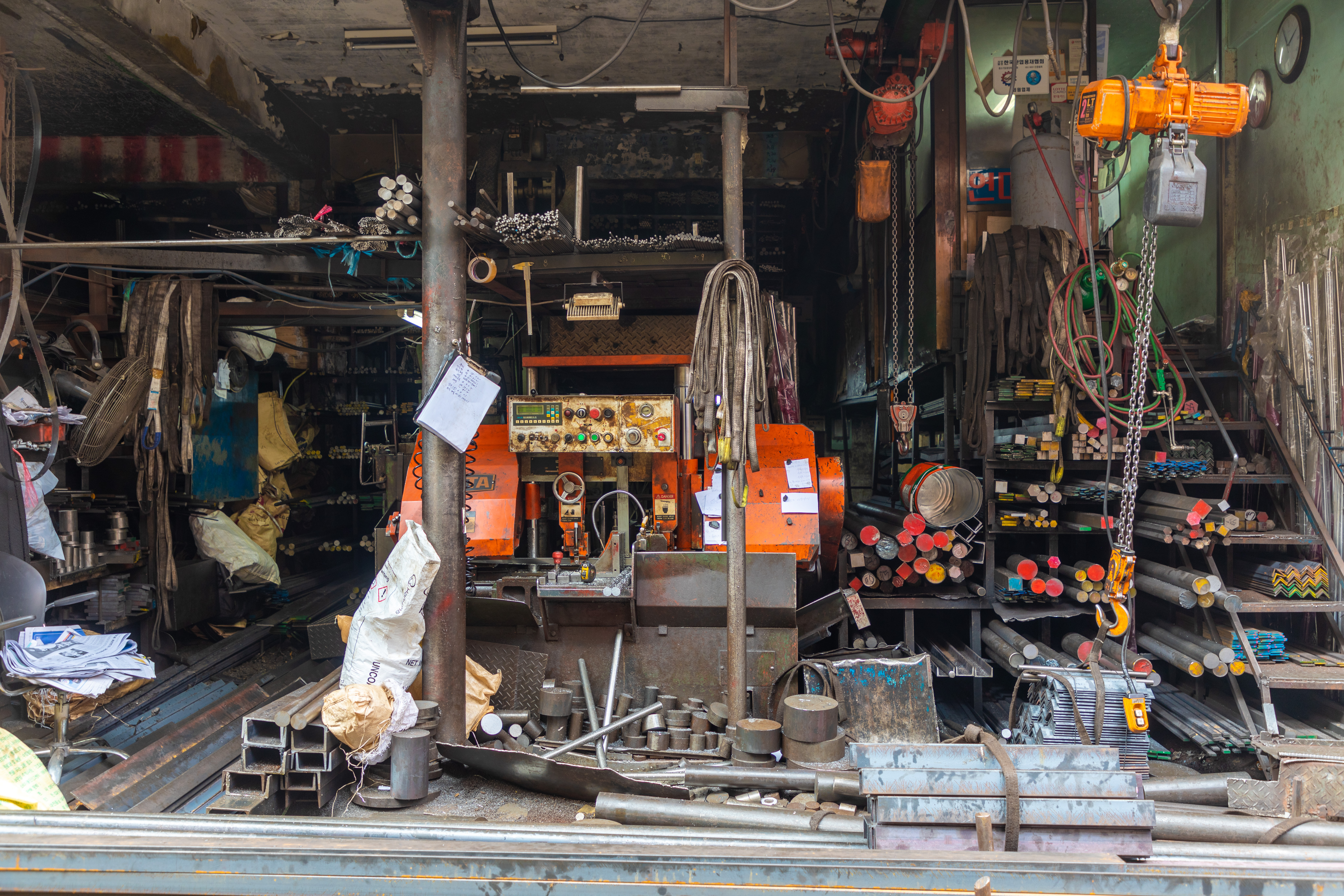
Một cửa hàng chuyên gia công kim loại

Gia công cơ khí (Metalworking) hay gia công kim loại là quá trình định hình và tái định hình lại kim loại để tạo ra các vật thể, bộ phận, cụm lắp ráp và cấu trúc quy mô lớn hữu ích. Gia công cơ khí bao gồm một loạt các quy trình, kỹ năng, kỹ nghệ và công cụ đa dạng và rộng lớn để sản xuất các vật thể kim loại ở mọi cấp độ quy mô từ tàu bè, tòa nhà và cầu khổng lồ, cho đến các bộ phận động cơ chính xác và chế tác đồ trang sức tinh xảo. Nguồn gốc lịch sử của nghề chế tác kim loại có từ trước lịch sử được ghi chép lại, việc sử dụng kỹ nghệ chế tác kim khí đã trải dài qua nhiều nền văn hóa, nền văn minh và thiên niên kỷ. Bằng chứng khảo cổ học lâu đời nhất về khai thác và chế tác đồ đồng là việc phát hiện ra một mặt dây chuyền bằng đồng ở phía bắc Iraq từ năm 8.700 Trước Công nguyên. Bằng chứng sớm nhất được xác thực và có niên đại về nghề gia công kim loại ở Châu Mỹ là quá trình chế biến đồng ở Wisconsin, gần Hồ Michigan. Đồng được đập cho đến khi trở nên giòn, sau đó được nung nóng để có thể gia công thêm. Ở châu Mỹ, kỹ nghệ này có niên đại khoảng 4000–5000 Trước Công nguyên. 
Kỹ thuật gia công cơ khí đã có quá trình phát triển từ việc định hình kim loại dạng thô mềm như vàng bằng các công cụ cầm tay đơn giản, thông qua nấu chảy quặng và rèn nóng các kim loại cứng hơn như sắt, cho đến và bao gồm các quy trình hiện đại có tính kỹ thuật cao như gia công và hàn. Kỹ nghệ này đã được sử dụng như một ngành công nghiệp, động lực của thương mại, sở thích cá nhân và trong việc sáng tạo nghệ thuật gia công kim khí có thể được coi là cả một khoa học và một nghề thủ công mỹ nghệ. Các quy trình gia công kim loại hiện đại, mặc dù đa dạng và chuyên biệt, có thể được phân loại thành một trong ba lĩnh vực rộng lớn được gọi là quy trình tạo hình, cắt hoặc ghép. Các xưởng gia công kim loại hiện đại, thường được gọi là xưởng máy, có nhiều loại máy công cụ chuyên dụng hoặc sử dụng chung có khả năng tạo ra các sản phẩm hữu ích, có độ chính xác cao. Nhiều kỹ thuật gia công kim loại đơn giản hơn, chẳng hạn như rèn, không còn khả năng cạnh tranh về mặt kinh tế trên quy mô lớn ở các nước phát triển; một số trong số chúng vẫn được sử dụng ở các nước kém phát triển hơn, cho công việc thủ công hoặc sở thích, hoặc để tái hiện lịch sử.